# Abora (Stadt)
Abora ist der Name einer antiken Kleinstadt, die in der römischen Provinz Africa proconsularis (heute nördliches Tunesien) lag. Die Siedlung mit dem nicht genau lokalisierbaren Bischofssitz war der Kirchenprovinz Karthago zugeordnet; auf diesen geht das Titularbistum Abora zurück.